# Osieka (jezioro)
Osieka – jezioro na Równinie Drawskiej, położone w województwie lubuskim, w powiecie strzelecko-drezdeneckim, w gminie Dobiegniew.

## Położenie i opis
Jezioro położone jest we wschodniej części powiatu strzelecko-drezdeneckiego, na Równinie Drawskiej. Około kilometra na północny wschód od jeziora znajduje się wieś Stare Osieczno. Kilkaset metrów na zachód od akwenu położone jest podobne wielkością jezioro Osowo.
Według Mapy Podziału Hydrograficznego Polski akwen leży na terenie zlewni siódmego poziomu Dopływ z jez. Łabądź. Identyfikator MPHP to 1888792.

## Hydronimia
Jezioro pojawia się w źródłach w 1936 roku jako Gr. Segelin See, a następnie Gr. Segelin See — Osieka (1955), J. Perkosz (1977), Łabądź (2006). Państwowy rejestr nazw geograficznych jako nazwę urzędową akwenu podaje Osieka, wymieniając nazwy oboczne Łabądź, Perkosz.

## Morfometria
Według danych Instytutu Meteorologii i Gospodarki Wodnej powierzchnia zwierciadła wody jeziora wynosi 24,3 ha. A. Choiński, poprzez planimetrowanie na mapach 1:50 000, określił wielkość jeziora na 23,5 ha.
Średnia głębokość zbiornika wodnego to 3,4 m, a maksymalna to 7,3 m. Objętość jeziora wynosi 826,2 tys. m³. Maksymalna długość jeziora to 975 m, a szerokość 360 m. Długość linii brzegowej wynosi 2500 m.
Według Atlasu jezior Polski (red. J. Jańczak, 1996) lustro wody znajduje się na wysokości 41,4 m n.p.m., natomiast według numerycznego modelu terenu udostępnionego przez Geoportal 40,2 m n.p.m.

## Zagospodarowanie
Administratorem wód jeziora jest Regionalny Zarząd Gospodarki Wodnej w Bydgoszczy. Utworzył on obwód rybacki, który obejmuje wody jeziora Osieka, wraz z wodami cieku wypływającego z jeziora (Obwód rybacki jeziora Perkosz na cieku bez nazwy w zlewni rzeki Drawa – Nr 1).

## Ochrona środowiska
Jezioro znajduje się na obszarze chronionego krajobrazu Puszcza Drawska oraz na dwóch obszarach chronionych w ramach programu Natura 2000 – Uroczyska Puszczy Drawskiej (dyrektywa siedliskowa) i Lasy Puszczy nad Drawą (dyrektywa ptasia). Dodatkowo akwen jest położony w otulinie Drawieńskiego Parku Narodowego.